# Шитов, Пётр Ильич
Пётр Ильи́ч Ши́тов (1891—1917) — солдат автороты, большевик, участник Октябрьской революции.

## Биография
Родился в 1891 году в селе Гусевский Погост Касимовского уезда Рязанской губернии в крестьянской семье.
Сначала работал в столярной мастерской родного села, затем – механиком на пароходе в Муроме. Позднее перебрался к брату на Кулебакский горный завод, где получил первые уроки классового воспитания и навсегда связал себя партией большевиков. В 1915 году был призван в армию —  сначала служил во Владимире, потом был переведен в Москву, во 2-ю запасную автороту, располагавшуюся в районе Преображенской площади.
В дни Февральской революции был избран в Московский совет солдатских депутатов, вел агитацию среди солдат Московского гарнизона. С июня 1917 года Шитов — член Благуше-Лефортовского райкома РСДРП(б), входил в состав районного Военно-революционного комитета. Участник Октябрьской революции. Во время борьбы за установление советской власти в Москве был членом районного штаба Красной Гвардии, заведовал оружейным арсеналом.
Погиб 31 октября (13 ноября по новому стилю) 1917 года в бою с юнкерами у Ильинских Ворот.
Жил в Москве в районе Архиерейской набережной. Похоронен на Семёновском кладбище.

## Память
- В 1922 году именем Шитова названа набережная в Москве (бывшая Прудовая и бывшая Архиерейская) в районе Большой Черкизовской улицы.
- Там же установлен памятный знак в виде  каменной глыбы.[3]